# Frithjof Seidel
Frithjof Seidel (* 28. Mai 1997 in Halle/Saale) ist ein deutscher Synchronschwimmer und ehemaliger Wasserspringer. Er gewann bei den Europaspielen 2023 im polnischen Krakau mit der deutschen Mannschaft als erster Mann überhaupt bei einer kontinentalen Meisterschaft eine Medaille, nachdem der US-Amerikaner Bill May bereits mehrfach bei Schwimmweltmeisterschaften erfolgreich war. Das deutsche Team wurde Gesamtzweiter und gewann die Silbermedaille. Neben Seidel errangen die Schwimmerinnen Klara Bleyer, Amélie Blumenthal Haz, Marlene Bojer, Maria Denisov, Solène Guisard, Daria Martens, Susana Rovner, Daria Tonn und Michelle Zimmer den zweiten Platz.